# Park Myung-sik
Park Myung-sik (coreano: 박명식; 1951 – outubro de 1991), apelidado "O Coletor de Órgãos" (coreano: 오르간 수확기), foi um assassino em série norte-coreano que foi condenado por matar doze adolescentes em Sinp'o de abril a outubro de 1990 para comer seus fígados e assim tentar curar sua cirrose. Ele foi julgado por esses crimes, condenado à morte e posteriormente executado em 1991.
Até o momento, ele é o único assassino em série cuja existência foi oficialmente reconhecida pelo governo norte-coreano, famoso por seu combate ao crime no país.

## Pano de fundo
Não se sabe quase nada de concreto a respeito do passado de Park. À época dos crimes, ele trabalhava como operário em Sinp'o, onde foi descrito pelos colegas como uma pessoa tímida.
Por alguns anos antes dos assassinatos, Park sofria de cirrose, para a qual ele teve que ser tratado por um médico famoso em um grande hospital em Hamhung. O tratamento aparentemente não surtiu efeito, e, enquanto continuava a sofrer com dores, Park ouviu um colega de trabalho dizer que um feiticeiro poderia ajudá-lo com seus problemas. Como as práticas religiosas são proibidas no país, o colega de trabalho concordou em levá-lo em segredo até ele. Quando encontrou o feiticeiro, Park implorou por respostas para a cura de sua doença.
Num primeiro momento, o mago rejeitou as investidas de Park. Porém, ele sentiu pena do doente e disse-lhe que a única maneira de curar sua doença era consumindo fígados humanos. Assustado com a perspectiva de matar um ser humano, ele voltou para casa, mas como sua condição piorou com o tempo, Park supostamente decidiu que seria melhor tentar do que morrer em agonia.

## Assassinatos
O modus operandi de Park era vasculhar fazendas comunais em aldeias rurais, procurando estudantes de 14 a 17 anos que eram enviados para trabalhar lá. Em uma ocasião, Park invadiu um dormitório, atacou uma jovem de 15 anos que dormia, colocando a mão em sua boca e, em seguida, esfaqueando-a com uma faca. Enquanto ele carregava a garota ensaguentada para fora do prédio, cães começaram a latir, o que assustou Park e o fez fugir, deixando para trás a estudante moribunda, que morreu devido aos ferimentos no dia seguinte.
Alguns dias depois, um fazendeiro de uma fazenda próxima encontrou o corpo bastante mutilado de outra estudante. Os ferimentos eram tão graves que ele desmaiou. O Departamento de Polícia da cidade de Sinp'o foi alertado sobre a descoberta, mas apesar das investigações, eles não conseguiram identificar ou capturar o criminoso. Em vez disso, alguns sugeriram que poderia ser o trabalho de um fantasma. Poucos dias após este incidente, o corpo de uma mulher de 20 anos foi encontrado no centro de Sinp'o, com os mesmos ferimentos da vítima anterior.
O perpetrador continuou a matar em Sinp’o e arredores, fazendo ainda mais nove vítimas. As mortes causaram pânico entre os moradores, que se recusavam a sair à noite.

## Prisão, julgamento e execução
Um dia em outubro de 1990, Park tentou sequestrar sua pretensa 13ª vítima, uma estudante que estava a caminho do trabalho numa fazenda comunal. Ele não teve sucesso e fugiu, mas no caminho foi notado por cidadãos vigilantes que imediatamente o prenderam e o levaram para a delegacia. Após suas confissões, o feiticeiro também foi preso e acusado de um delito não divulgado.
O julgamento de Park foi realizado em meados de outubro de 1991 perante o Tribunal Popular de Sinp’o. Ele se declarou culpado das acusações, foi condenado e sentenciado à morte. Em algum momento naquele mesmo mês, ele foi executado por um pelotão de fuzilamento. Como punição por dar o conselho que levou Park a iniciar sua onda de assassinatos, o vidente foi condenado a 15 anos em uma colônia penal, pena que cumpriu, sendo integralmente liberto em 2006. Conforme o código penal norte-coreano, ele foi depois deportado para outra província, e seu destino permanece desconhecido.

## Consequências
Devido à gravidade dos crimes, os assassinatos de Park são um dos poucos casos confirmados de o governo norte-coreano reconhecer um caso criminal na mídia controlada pelo Estado, que também foi então retransmitido para a mídia sul-coreana. Desde então, o caso tem sido usado como propaganda contra o regime norte-coreano e sua ideologia Juche.